# 육종 (종양)
육종(肉腫, sarcoma)은 간엽 기원의 형질전환 세포로부터 발생한 암이다. 인간에게 육종은 매우 희귀한 질병이다.
결합 조직은 뼈, 연골, 지방, 혈관 또는 조혈 조직을 포함하는 광범위한 용어이며 육종은 이러한 유형의 조직에서 발생할 수 있다. 그 결과, 종양이 기원하는 특정 조직 및 세포 유형에 따라 분류되는 육종의 많은 아형이 있다. 육종은 원발성 결합 조직 종양으로 결합 조직에서 발생한다. 이것은 신체의 다른 곳(예: 폐, 유방 조직 또는 전립선)의 암이 결합 조직으로 퍼질 때 발생하는 2차(전이성) 결합 조직 종양과 대조된다. 육종은 암의 5가지 유형 중 하나이며, 발생하는 세포 유형에 따라 분류된다. 육종의 영단어 sarcoma는 그리스어 σάρκωμα(sarkōma, 육체 돌출 또는 물질)에서 파생되었으며, 그 자체는 '육체'를 의미하는 σάρξ sarx에서 유래했다.

## 인식
미국에서 7월은 육종 인식의 달(Sarcoma Awareness Month)로 널리 인식되고 있다. 영국은 7월 4일부터 10일까지 육종 인식의 주(Sarcoma Awareness Week)로 정하고 있다.